# Саутфилд
Саутфилд (англ. Southfield) — город в США, в округе Окленд в штате Мичиган. Население 71 739 жителей по переписи 2010 года.
Первые поселенцы приехали из соседних Бирмингема и Ройал-Ока, а также из штатов Нью-Йорка и Вермонта. Основан город в 1823 году. 12 июля 1830 года создан тауншип Оссева  (Ossewa Township), переименованный через семнадцать дней в тауншип Саутфилд. Название получил из-за расположения в «Южных полях» тауншипа Блумфилда. В 1833 году открыто почтовое отделение, в 1873 году построена первая ратуша. 12 мая 1953 года в тауншипе официально зарегистрирован город Латрап-Виллидж, 8 ноября того же года — деревня Франклин, 7 июня 1955 года — деревня Бингам-Фармс, в апреле 1958 года — деревня Беверли-Хиллз. 28 апреля 1958 года официально зарегистрирован город Саутфилд.
В Саутсфилде находятся генеральные консульства Республики Македонии и Ирака.
Через Саутсфилд проходит межштатная автомагистраль I-696 и нумерованная автомагистраль US 24